# Klasztor Sióstr Zmartwychwstanek na Siwcówce
Klasztor Sióstr Zmartwychwstanek w Stryszawie-Siwcówce – klasztor Zgromadzenie Sióstr Zmartwychwstania Pańskiego w Stryszawie.

## Historia
Klasztor zbudowany wraz z drewnianą kaplica w latach 1928–1929 przez Zgromadzenie Sióstr Zmartwychwstania Pańskiego na ziemi podarowanej przez Kunegundę Siwiec w przysiółku Siwcówka we wsi Stryszawa.
W latach 20. XX wieku zbudowano obok klasztoru sióstr zmartwychwstanek budynek Szkoły wiejskiego i górskiego gospodarstwa domowego wraz z kaplicą. Kaplica wraz z dzwonem została poświęcona 4 października 1929 roku. Szkoła wraz z internatem rozpoczęła działalność w 1932 roku i działała do wybuchu II wojny światowej.
Siostry prowadziły tu kursy gospodarstwa dla dziewcząt oraz przedszkole. W czasie II wojny światowej budynek zajęty był na posterunek niemieckiej straży granicznej.
Po wojnie władze komunistyczne zakazały siostrom działalności wychowawczej. W latach 1960–1967 przyjeżdżał tu kardynał Stefan Wyszyński. Jego wizyty ukazuje znajdująca się w klasztorze izba pamięci. Przyjeżdżał tu także ówczesny arcybiskup krakowski Karol Wojtyła. Ich spotkania i wspólne wyprawy na Jałowiec upamiętniają pomnik przy zielonym szlaku z Siwcówki na Jałowiec oraz pamiątkowy krzyż i obelisk na szczycie.
W kaplicy klasztornej, noszącej wezwanie św. Teresy od Dzieciątka Jezus, znajdują się doczesne szczątki Kunegundy Siwiec.